# Ivan Moré
Ivan César Moré Júnior (Presidente Venceslau, 20 de outubro de 1976) é um empreendedor, palestrante, podcaster, jornalista, repórter e apresentador brasileiro.

## Biografia
Ivan Moré estreou na mídia aos 14 anos na Rádio Jovem Som FM de Presidente Venceslau, sua cidade natal no interior de São Paulo.
Em 1999, formou-se em Jornalismo na Universidade Estadual de Londrina, no Paraná, onde fez estágio supervisionado na Rádio UEL FM.
Ingressou na Rede Globo em 1999, na afiliada da rede em Paranavaí, a RPC TV Imagem, onde foi repórter. Depois, passou pelas afiliadas da Rede Globo em Jundiaí, onde trabalhou durante 1 ano, e Sorocaba, ambas cidades do interior do estado de São Paulo. Em Sorocaba, foi repórter durante 3 anos e suas matérias conquistaram diversos prêmios. Ivan Moré foi também apresentador do bloco local do programa Globo Esporte.
Em 2004, estreou na Globo São Paulo como repórter de esportes. Fez matérias para todos os telejornais da emissora e participou da cobertura de grandes eventos esportivos nacionais e internacionais, como os Jogos Pan-americanos do Rio 2007, os Jogos Paralímpicos de Pequim 2008, a Volta Ciclística da Argentina 2009, o Mundial Feminino de Basquete na República Checa em 2010 e muitos outros.
A partir de 2009, passou a ser apresentador-substituto de Tiago Leifert na edição paulista do programa diário Globo Esporte, como entre setembro e dezembro de 2012, quando Leifert precisou ausentar-se do Globo Esporte SP para apresentar o reality show musical The Voice Brasil.
Em 27 de janeiro de 2013, passou a apresentar o Esporte Espetacular ao lado de Glenda Kozlowski, que é transmitido ao vivo direto dos estúdios da Rede Globo no Rio de Janeiro.
Em 2013, junto com o jornalista Mauro Beting, lançou o livro “Neymar - Conversa entre pai e filho”, biografia autorizada do jogador Neymar Jr e a história com seu pai, Neymar da Silva Santos.
Em julho de 2015, Ivan Moré assumiu a apresentação do programa Globo Esporte São Paulo. Além de apresentar o programa diário ao vivo do estúdio, também seguiu fazendo reportagens especiais, como a entrevista exclusiva com o nadador Michael Phelps em 2017, e criou quadros que já se tornaram marcas registradas do programa, como o “Fala Casão” com o comentarista Walter Casagrande, “Os Fora de Série”, “Carona do Globo Esporte”, a “Caranava do GE”, que todo mês de janeiro roda por cidades do interior de São Paulo antes de iniciar o Campeonato Paulista e o “Lance Limpo” para estimular o Fair Play no esporte.
Em 2019, estando como âncora do Globo Esporte, Ivan Moré saiu da Rede Globo pois disse que recebeu propostas de outras emissoras e estava pensando em tomar novos rumos na carreira. Neste ano, virou sócio-fundador de uma empresa de consultoria criativa. Também lança dois podcasts: "Qualé Moré" e "Desobediência Produtiva".
Em 2020, passou a se apresentar como empreendedor e palestrante nas redes sociais.
No início de 2021, grava um programa piloto no SBT, chamado "Vem Pra Cá", porém não vai ao ar.
Hoje, é dono da empresa I'M Disruptive Content, e propõe gerar uma inovação disruptiva a partir de perspectivas inexploradas. É porta-voz do conceito de Desobediência Produtiva, baseado no tripé intuição, confiança e coragem, que deu fruto a um podcast e uma palestra líder do mercado.
Em 2024, assina com a RedeTV! para comandar o programa diário esportivo "Qualé, Moré?"

#### Vida pessoal
O jornalista é pai de dois filhos: Mel e Lui, uma menina e um menino.

## Prêmios
- 3º Prêmio Jornalístico de Direitos Humanos 2003 - Troféu Tim Lopes - TV "TV Tem" - Luk e Associação Sorocabana de Imprensa
- 2º Prêmio Jornalístico de Direitos Humanos 2002 - Luk e Associação Sorocabana de Imprensa

| Ano  | Prêmio                                                                     | Categoria                 | Resultado | Ref.   |
| ---- | -------------------------------------------------------------------------- | ------------------------- | --------- | ------ |
| 2012 | Troféu ACEESP (Associação dos Cronistas Esportivos do Estado de São Paulo) | Apresentador de TV Aberta | Indicado  | [ 11 ] |
| 2015 | Troféu ACEESP (Associação dos Cronistas Esportivos do Estado de São Paulo) | Apresentador de TV        | Indicado  | [ 12 ] |
| 2016 | Troféu ACEESP (Associação dos Cronistas Esportivos do Estado de São Paulo) | Apresentador de TV        | Indicado  | [ 13 ] |
| 2017 | Troféu ACEESP (Associação dos Cronistas Esportivos do Estado de São Paulo) | Apresentador de TV        | Indicado  | [ 14 ] |
| 2018 | Troféu ACEESP (Associação dos Cronistas Esportivos do Estado de São Paulo) | Apresentador de TV        | Venceu    | [ 15 ] |